# Roline Repelaer van Driel
Roline Repelaer van Driel, född den 28 juli 1984 i Amsterdam i Nederländerna, är en nederländsk roddare.
Hon tog OS-brons i åtta med styrman i samband med de olympiska roddtävlingarna 2012 i London.